# Eurytides iphitas
Eurytides iphitas är en fjärilsart som beskrevs av Jacob Hübner 1821. Eurytides iphitas ingår i släktet Eurytides och familjen riddarfjärilar. IUCN kategoriserar arten globalt som sårbar. Inga underarter finns listade i Catalogue of Life.